# 宮前景
宮前 景（みやまえ けい）は、元タレント。埼玉県出身。血液型はAB型。日本女子大学家政学部児童学科卒業。

## 来歴・人物
大学在学中の2004年10月から1年半、『みんなが出るテレビ』（tvk）に女子大生レポーターとして出演。同期加入として松尾翠（元フジテレビアナウンサー）がいる（大学でも同級生だが、松尾はフジテレビへの就職が内定していたため、2005年3月、大学卒業を待たずに番組を卒業）。番組の司会を担当しているやまだひさしから「宮前様」の愛称を付けられた。収録のある日には、自宅のある秩父からtvkのある横浜まで通っていた。大学在学中の2004年にはミス日本女子大学に選ばれたことがある。
『みんなが出るテレビ』では司会進行とレポートをこなし、YOKOHAMAウォーカーの特集ページに登場したり、2005年4月に行われたホノルルトライアスロンに番組代表として出場するなど幅広い活動を見せ、2006年3月、大学卒業と同時に番組を卒業。ちなみに、番組で共演した多田紗耶子（元福島テレビアナウンサー）は大学の後輩。
2006年4月、TBSラジオの954情報キャスターに就任したが、2007年3月で退任。同年4月1日に同局が開局させた地上デジタル音声放送実用化試験局とインターネットラジオのクラシック音楽を中心とする専門ステーション「OTTAVA」の番組「OTTAVA con brio」のプレゼンターとして活動してきたが、2008年5月5日の放送より休業に入り、同年5月9日の放送でOTTAVAを離れることが発表された。降板の理由等は未だに明らかになっていない。

## 趣味
映画日記をつけること、料理（パン、デザート）、ストレッチ、お出かけなど。

## 同期・同級生
- 松尾翠（元フジテレビアナウンサー。日本女子大学時代の同級生。『みんなが出るテレビ』でも共演）

## 出演番組

### 過去
- みんなが出るテレビ（tvk 2004年10月~2006年3月、学生時代）
- TBS954情報キャスター（TBSラジオ）
  - ヨークマートミュージックプレゼント（TBSラジオ）
  - 大沢悠里のゆうゆうワイド（TBSラジオ） - 中継リポーター
- OTTAVA con brio （2007年4月-2008年5月、OTTAVA）